# Pachyramphus cinnamomeus
Il beccaio cannella (Pachyramphus cinnamomeus Lawrence, 1861) è un uccello appartenente alla famiglia Tityridae, diffuso in America Centrale e Meridionale.

## Descrizione
L'esemplare adulto misura 14 cm e pesa 17-22 g.

## Biologia

### Alimentazione
Le sue prede sono insetti e ragni, ma si nutre anche di bacche.